# XXIII. Reserve-Korps (Deutsches Kaiserreich)
Das XXIII. Reserve-Korps des Deutschen Heeres wurde zu Beginn des Ersten Weltkriegs aus Teilen des IX. und X. Korps formiert. Über 75 % des Korps bestand aus Kriegsfreiwilligen, Reservisten und Offizieren der Landwehr. Das Korps wurde am 12. August 1918 aufgelöst.

## Geschichte
General der Kavallerie Georg von Kleist wurde während des Ersten Weltkriegs am 25. August 1914 zum Kommandierenden General des neu aufgestellten XXIII. Reserve-Korps ernannt, dem die 45. und 46. Reserve-Division unterstellt waren. Die Truppen wurden über Brüssel an den Nordabschnitt der 4. Armee des Herzogs Albrecht von Württemberg herangebracht und sofort in der Schlacht um Ypern eingesetzt.
Das XXIII. Reserve-Korps hatte sich am 20. Oktober mit der 46. Reserve-Division bei Hooglede und der 45. Reserve-Division bei Cortemark gesammelt, um von dort gegen die Linie Bixschote–Nieucapelle anzugreifen. Die 45. Reserve-Division griff am 21. Oktober in zwei Kolonnen nördlich des Houthulster Waldes in Richtung auf die Weiler St. Pieters und Nieuwe Stede an. Nach heftigem Widerstand gelang es den beiden Kolonnen, bis zum Nachmittag zur Straße Ypern–Dixmuide vorzudringen, konnten diese jedoch an keiner Stelle überschreiten. Die 46. Reserve-Division versuchte den ganzen Morgen hindurch vergeblich, den Ort Bixschoote einzunehmen, wurde dabei aber unter erheblichen Verlusten immer wieder zurückgeworfen. Nach tagelangen, erfolglosen Angriffen wurde am Abend des 24. Oktober befohlen, die erreichten Stellungen zu sichern und unter allen Umständen zu halten. Am 19. Dezember 1914 musste General von Kleist sein Kommando wegen eines Herzleidens niederlegen. Sein Nachfolger wurde General der Infanterie Hugo von Kathen.

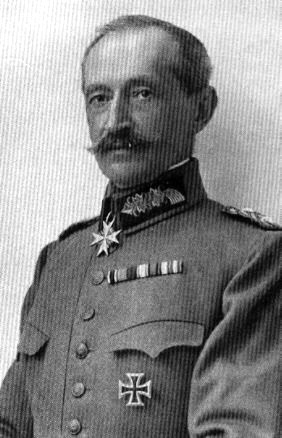
Hugo von Kathen

In der Zweiten Flandernschlacht, die am 22. April 1915 begann, gelang dem XXIII. Reserve-Korps die alliierte Stellung am Yserkanal ohne gegnerischen Widerstand einzunehmen und drei bis vier Kilometer tief vorzurücken. General von Kathen kritisierte den taktisch falschen Einsatz von Chlorgas, der seiner Ansicht nach erst zu spät im Tagesverlauf platziert wurde. Hierdurch mussten seine Truppen bis in die Nachtstunden in die Kampfzone. Auch, dass die Soldaten bereits den ganzen Tag in den Gräben warten mussten, sah er als taktischen Fehler an. Der östliche Yser-Brückenkopf bei Het Sas wurde den Franzosen durch die 46. Reserve-Division entrissen. Zudem gelang den Deutschen auch die Einnahme der Höhen von Pilkem. Am 23. April fiel das durch die aus der Reserve nach vorn herangezogene französische 153. Division verteidigte Steenstrate sowie der Ort Lizerne in deutsche Hände. Am 26. April begann die französische Seite unter Führung des General Foch mit Gegenangriffen gegen den rechten deutschen Flügel. Die Deutschen mussten am 27. April das Dorf Lizerne samt das Westufer des Yser-Kanals wieder räumen und wurden auf die Kanalfront von Drie Grachten bis Het Sas zurückgeworfen, am Ostufer zwischen Bixschoote und Pilkem erstarrte die Front neuerlich.
Mitte September 1916 wurde das Korps zur Ablöse des in der Schlacht an der Somme abgekämpften XII. Armee-Korps, der 2. Armee zugeführt und mit der 11. Infanterie-Division und der 46. Reserve-Division gegenüber der im Raum Vermandovillers stehenden französischen 10. Armee in die bedrängte Front eingeschoben. Im Oktober 1916 unterstanden dem Korpskommando an der Front nördlich von Chaulnes die 44. und 46. Reserve-Division, im November bis zur Abberufung des Generalkommandos durch das XVIII. Armee-Korps (Gruppe Schenk) die 206. und 221. Infanterie-Division. Im Dezember 1916 lag das XXIII. Reserve-Korps bei der 7. Armee an der Aisnefront beiderseits von Soissons, unterstellt waren hier die 9. Infanterie-Division (Raum Nouvron), die 211. Infanterie-Division (bei Soissons) und die 25. Landwehr-Division im Abschnitt Conde-Vailly-Soupir.
Im Frühjahr 1917 verlegte der Großverband in die Champagne, im Sommer 1917 kam das Kommando nach Galizien an die Ostfront. Am 19. Juli führte die „Gruppe Kathen“ den Hauptstoß der Angriffsgruppe Winckler beim Durchbruch von Zalosce, unterstellt waren die k.u.k. 33. Division, die deutsche 1. und 2. Garde-Division sowie die 6. Division. Bis zum 25. Juli gelang die Eroberung von Tarnopol.
Anfang September nahm das Korps an der Schlacht um Riga teil, unterstellt waren dabei die 19. Reserve-Division, die 203. Infanterie-Division und die 17. Kavallerie-Brigade, am Südufer der Düna stand zusätzlich die 2. Königlich Bayerische Landwehr-Division. Ende September/Anfang Oktober 1917 wurde Kathens Generalkommando zur Führung der im Unternehmen Albion gegen die estnischen Inseln Ösel, Dagö und Moon eingesetzten Truppen, unter anderem der bei Libau abgezogenen 42. Infanterie-Division unter Generalleutnant Ludwig von Estorff, verwendet. Die Hauptmacht landete am 29. September in Tagalahe, in weniger als zehn Tagen war die Operation erfolgreich beendet.
Nach dem Rücktransport an die Westfront kam das Korps im Bereich der 2. Armee während der Gegenoffensive in der Schlacht von Cambrai wieder in den Großkampf. Zusammen mit der „Gruppe Caudry“ (Generalkommando XIII. Armee-Korps) schritt das jetzt als „Gruppe Bussigny“ bezeichnete Korps Anfang Dezember 1917 zwischen Marcoing über Banteux bis Vendhuille zum Gegenangriff. Den beiden Gruppen gelang es, teils zuvor verlorenes Gelände, in einer Breite von 16 Kilometern und 8 Kilometer Tiefe erfolgreich zurückzuerobern.
Im März 1918 folgte der Einsatz des Korps beim „Unternehmen Michael“ als Teil der 2. Armee. Die im Frontdurchbruch bewährte „Gruppe Kathen“ hatte an der Frontlinie Vendhuille–Hargicourt den großen Durchbruch zu erzwingen. Das XXIII. Reserve-Korps hatte mit Konzentration am linken Flügel die Höhen westlich Nurlu und nördlich Aizecourt-le-Haut zu gewinnen und den Angriff über den Tortille-Bach zur Ancre vorzutragen.
Im Sommer wurde die „Gruppe Kathen“ zur 7. Armee an die Marne verschoben, die es im Rahmen der Zweiten Marneschlacht im Juli überschreiten, möglichst tief in den Feind stoßen und in der Umgebung von Épernay die Vereinigung mit der 1. Armee erzielen sollte. Beim letzten deutschen Angriff am 15. Juli deckten im Raum Chateau-Thierry die 10. Landwehr-Division und die 201. Infanterie-Division Höhenstellungen am rechten Flügel der Gruppe Kathen, welche selbst über die Marne gehen sollte. Schon am gleichen Tag sahen sich die bei Mézy-Moulins übergegangenen Truppenteile der 10. und 36. Infanterie-Division bei Crézancy starken Gegenangriffen der amerikanischen 3. Division ausgesetzt, sodass die Unternehmung abgebrochen werden musste. Das Vorhaben scheiterte ab 18. Juli durch die allgemeine alliierte Gegenoffensive vollständig, aus der schließlich die kriegsentscheidende Hunderttageoffensive hervorging.
Am 31. Juli wurde Kathen zum Oberbefehlshaber der im Baltikum stehenden 8. Armee ernannt. Sein Nachfolger als Kommandeur des XXIII. Reserve-Korps wurde Generalleutnant Arthur von Gabain, der das Korps bis zu seiner Auflösung Anfang August führte.

## Kommandierender General
| Dienstgrad             | Name              | Datum                                 |
| ---------------------- | ----------------- | ------------------------------------- |
| General der Kavallerie | Georg von Kleist  | 25. August 1914 bis 19. Dezember 1914 |
| General der Infanterie | Hugo von Kathen   | 19. Dezember 1914 bis 31. Juli 1918   |
| Generalleutnant        | Arthur von Gabain | 31. Juli 1918 bis 12. August 1918     |